# St. Matthews (South Carolina)
St. Matthews is een plaats (town) in de Amerikaanse staat South Carolina en valt bestuurlijk gezien onder Calhoun County.

## Demografie
Bij de volkstelling in 2000 werd het aantal inwoners vastgesteld op 2107.

## Geografie
Volgens het United States Census Bureau beslaat de plaats een oppervlakte van
5,0 km², geheel bestaande uit land.

## Plaatsen in de nabije omgeving
De onderstaande figuur toont nabijgelegen plaatsen in een straal van 24 km rond St. Matthews.

## Geboren
- Viola Davis (1965), toneel- en filmactrice